# Saul Steinberg
Saul Steinberg (Râmnicu Sărat, 15 juni 1914 - New York, 12 mei 1999) was een Roemeens-Amerikaans tekenaar die voornamelijk bekend is vanwege zijn cartoons in The New Yorker. Zijn bekendste tekening is View of the World from 9th Avenue (De wereld zoals gezien vanuit 9th Avenue), een spotprent op het wereldbeeld van de stedelingen te New York.
Steinberg trouwde in 1943 met de Roemeens-Amerikaanse kunstenares Hedda Sterne. Ze gingen in 1960 uit elkaar, maar bleven goede vrienden tot aan zijn dood in 1999.